# 杨武 (楚汉)
杨武（？—？），汉初军事人物，垓下之战，项羽兵败至乌江，以都尉身份追擊項羽，在戰場上，項羽自剄而死之後，和王翳、楊喜、呂勝、呂馬童等將領把項羽分屍。以奪得屍塊之功勞，封吴房侯，食邑七百戶。在位三十年去世，谥号莊，因避諱劉莊而改為嚴。

## 生平
汉王元年，杨武以郎中騎將身份追随刘邦，自下邽开始。擊陽夏。

### 垓下之战
项羽兵败至乌江。项羽看见漢騎兵司馬吕马童，说：“这不是我的老朋友麼？”吕马童看了項羽，指著項羽，向王翳说，“这就是项羽。”項羽對呂馬童說：「聽說漢王劉邦用千金的價格、萬戶侯的地位懸賞我的人頭，我就做個人情給你罷！」於是項羽自剄而死。
項羽一死，漢軍將士爭奪項羽的屍體互相杀戮的有数十人，最後王翳爭得項羽的頭，呂馬童與郎中騎將楊喜、郎中呂勝、楊武各自得到項羽的肢體，因此劉邦把原定封地分成五份，封呂馬童為「中水侯」，食邑一千五百户，王翳為「杜衍侯」，楊喜為「赤泉侯」，楊武為「吳房侯」，呂勝為「涅陽侯」。